# Heliocarpus parvimontis
Heliocarpus parvimontis är en malvaväxtart som beskrevs av Gual. Heliocarpus parvimontis ingår i släktet Heliocarpus och familjen malvaväxter. Inga underarter finns listade i Catalogue of Life.